# Alfio Marchini
Alfio Marchini (Roma, 1º aprile 1965) è un imprenditore, giocatore di polo ed ex politico italiano.

## Biografia
Alfio Marchini nasce da una famiglia di imprenditori romani legati al Partito Comunista Italiano. Porta il nome del nonno Alfio originario di Città della Pieve (PG), figura chiave nella sua vita, il quale fu partigiano, alla guida della Resistenza romana, partecipando inoltre alla liberazione di Sandro Pertini da Regina Coeli e guadagnandosi l’Ordine militare d'Italia. Suo nonno Alfio e il prozio Alvaro Marchini, si dedicarono nel dopoguerra alla ricostruzione di Roma, e durante gli anni cinquanta e sessanta la loro società è stata una delle più importanti nel Paese.
Frequenta l'Istituto Massimiliano Massimo e il Collegio San Giuseppe - Istituto De Merode, conseguendo il diploma di maturità scientifica.,
Inizia a lavorare durante gli studi superiori al fianco del nonno Alfio e del prozio Alvaro Marchini, già presidente della Roma e padre dell'attrice Simona Marchini. Assume la guida della società di famiglia nel 1989, dopo la morte di Alfio, ancor prima di terminare gli studi in ingegneria civile a 23 anni presso l'Università degli Studi di Roma La Sapienza (votazione di laurea 108/110).,  Dal 1998 guida le attività imprenditoriali della famiglia soprattutto all'estero.
Nel giugno 1994 viene nominato, dai presidenti di Camera e Senato, membro del Consiglio di Amministrazione della Rai e dal luglio 1994 diviene presidente del Consiglio di Amministrazione di Sipra, la concessionaria di pubblicità della Rai. A novembre 1994 si dimette dall'incarico a causa del disaccordo sulla strategia aziendale e sulle nomine realizzate dal governo Berlusconi.
Nel 1996 diventa socio fondatore e presidente del Board Italiano dello Shimon Peres Center For Peace; inoltre è membro del Board di Non Governmental Peace Strategies Project e cofondatore della Associazione ItaliaDecide; è stato nel consiglio di amministrazione della Fondazione Mariani per le malattie neurologiche infantili.
Dal 1995 al 1998 è amministratore delegato di Roma Duemila S.p.a., società di proprietà del gruppo Ferrovie dello Stato, con il compito di coordinare gli interventi di riqualificazione urbana e infrastrutturale della città anche in previsione del Giubileo del 2000. È stato uno dei promotori della famosa “cura del ferro” ideata, e solo parzialmente realizzata poi, per facilitare gli spostamenti nella città.
Alla fine degli anni novanta ricopre l'incarico di membro del consiglio di amministrazione di Banca di Roma e successivamente di Capitalia, ricoprendo anche la carica di Membro del Comitato Esecutivo e Membro del Comitato per la Remunerazione. Nel 2007, a seguito della fusione di Capitalia in Unicredit, entra a far parte del consiglio di amministrazione fino a ottobre 2008. È stato consigliere di amministrazione di Cementir Holding. Negli anni novanta è stato per breve tempo editore del settimanale Il Sabato e, insieme a Giampiero Angelucci, de l'Unità. Nel 2016 è indagato per false comunicazioni sociali dalla procura di Roma , mentre nel  2023 è dichiarata fallita la Edilnova srl

## Carriera politica

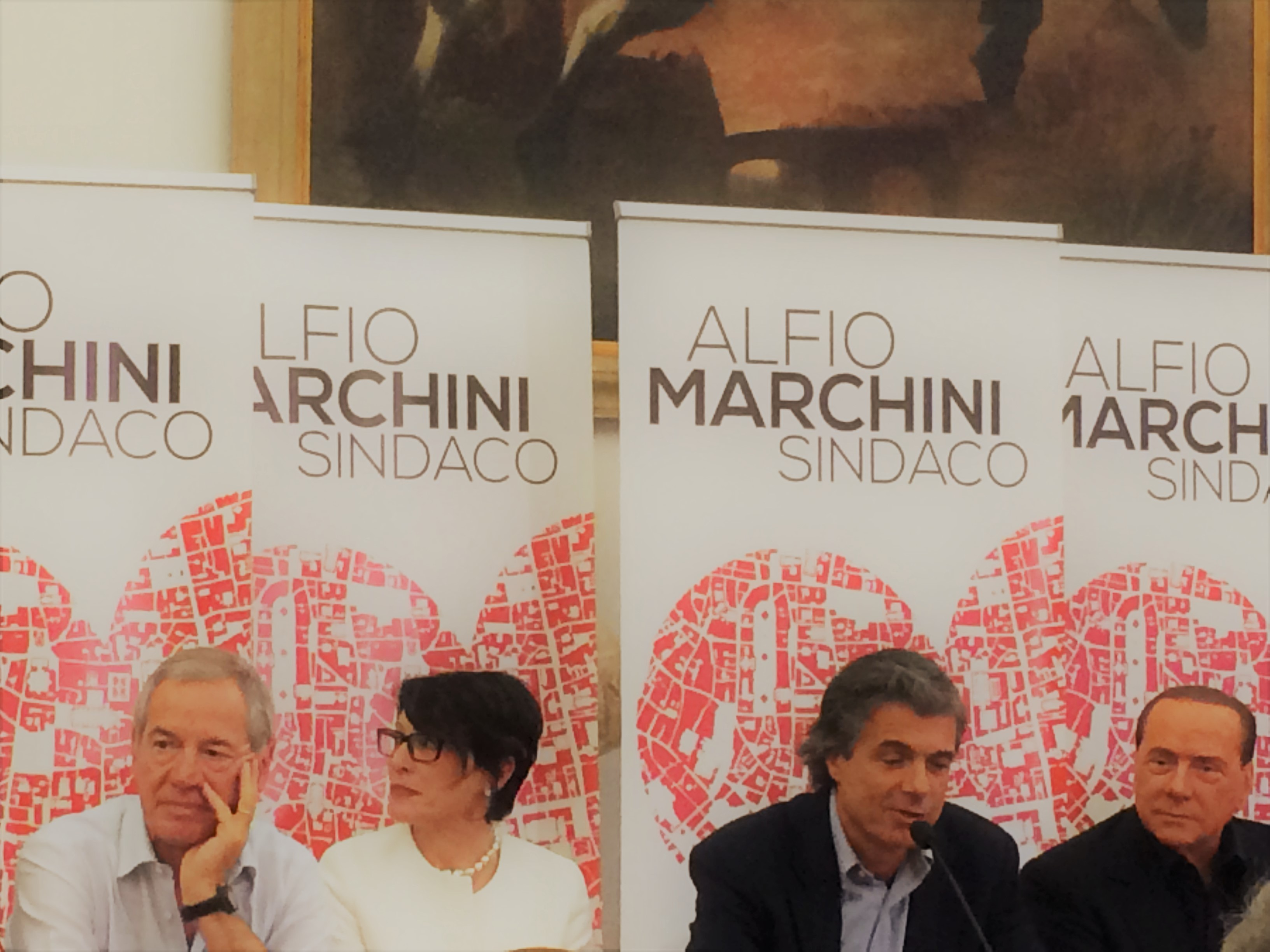
Marchini accanto a Guido Bertolaso e Berlusconi durante la campagna per le comunali del 2016

Nel dicembre 2012 annuncia ufficialmente in un'intervista a In mezz'ora di Lucia Annunziata la sua candidatura a sindaco di Roma per le elezioni amministrative del 2013.
Partecipa quindi alle elezioni del 27 maggio 2013 con due liste civiche, Alfio Marchini Sindaco e Cambiamo con Roma, ottenendo 114.169 voti, pari al 9,48%, quarto dopo Ignazio Marino (eletto sindaco per la coalizione di centrosinistra), Gianni Alemanno (centrodestra) e Marcello De Vito (Movimento 5 Stelle). Entra quindi in consiglio comunale con altri due rappresentanti della lista Marchini Sindaco.
Si ripresenta alle elezioni comunali del 2016, ottenendo l'appoggio di Forza Italia, Area Popolare e della lista promossa da Francesco Storace; Marchini raccoglie 141.250 voti (10,97%), dietro Virginia Raggi, Roberto Giachetti e Giorgia Meloni.
Dopo la sconfitta alle elezioni del 2016, rinuncia a fare opposizione e si ritira dalla politica.

## Carriera sportiva
Alfio Marchini ha praticato a livello agonistico vari sport, tra cui nuoto, sci e ha giocato nella Roma calcio a 5 vincendo due Coppe Italia. Tuttavia la sua vera passione è il polo; ha giocato nella Loro Piana Blue team con la quale vince i maggiori tornei mondiali tra i quali la mitica Queen’s cup e gli Open inglesi e spagnoli. Infine diventa il capitano della Nazionale italiana che per la prima volta si aggiudica il campionato europeo.

## Vita privata
Alfio è padre di cinque figli, i primi tre (Alessandro, Andrea e Amalia) avuti dalla prima moglie, Allegra Giuliani Ricci, secondogenita di Franca Ferruzzi, la cognata di Raul Gardini, e due (Aura e Alvaro) dalla successiva compagna, Eleonora Tabacchiera.

## Sociale
Alfio Marchini è tra i soci fondatori, nonché membro del Board Internazionale e Presidente del Board Italiano dello Shimon Peres Center for Peace, fondazione creata dal premio nobel Shimon Peres, svolgendo nel corso degli anni delicati ruoli nel processo di pace in Medio Oriente.
Nel 1997 è stato promotore del progetto “Casa della Pace”, voluta da Yasser Arafat e dallo stesso Peres, e progettato dall’architetto Massimiliano Fuksas. Questo progetto prevedeva la realizzazione di un centro polifunzionale che avrebbe svolto il compito di luogo d’incontro e confronto tra Israeliani e Palestinesi.
Marchini è membro del Non Governmental Peace Strategies Project (altri membri: George H. W. Bush; Kofi Annan; Javier Solana, Michail Gorbacëv; Ingvar Carlsson).
A livello italiano è socio fondatore di ItaliaDecide per la Qualità delle Politiche Pubbliche, presieduta da Luciano Valente e di cui Carlo Azeglio Ciampi è stato presidente onorario.
Socio fondatore anche di Fondazione Italiani Europei, presieduta da Massimo D’Alema, che è tra i principali centri di analisi e studio delle politiche europee.
È stato inoltre membro del Board della Fondazione Mariani per le malattie neurologiche infantili.